# アンドレ・3000
アンドレ・3000（アンドレ・スリーサウザンド、英: André 3000、1975年5月27日 - ）とは、アメリカ合衆国ジョージア州アトランタ出身のラッパー、ソングライター、音楽プロデューサー、ヒップホップミュージシャン、俳優である。ヒップホップデュオのアウトキャストのメンバーで、活動休止以降はソロ活動を行なう。2000年代後半からは本名のアンドレ・ベンジャミン（André Benjamin）名義で、主に俳優として活動している。

## 人物

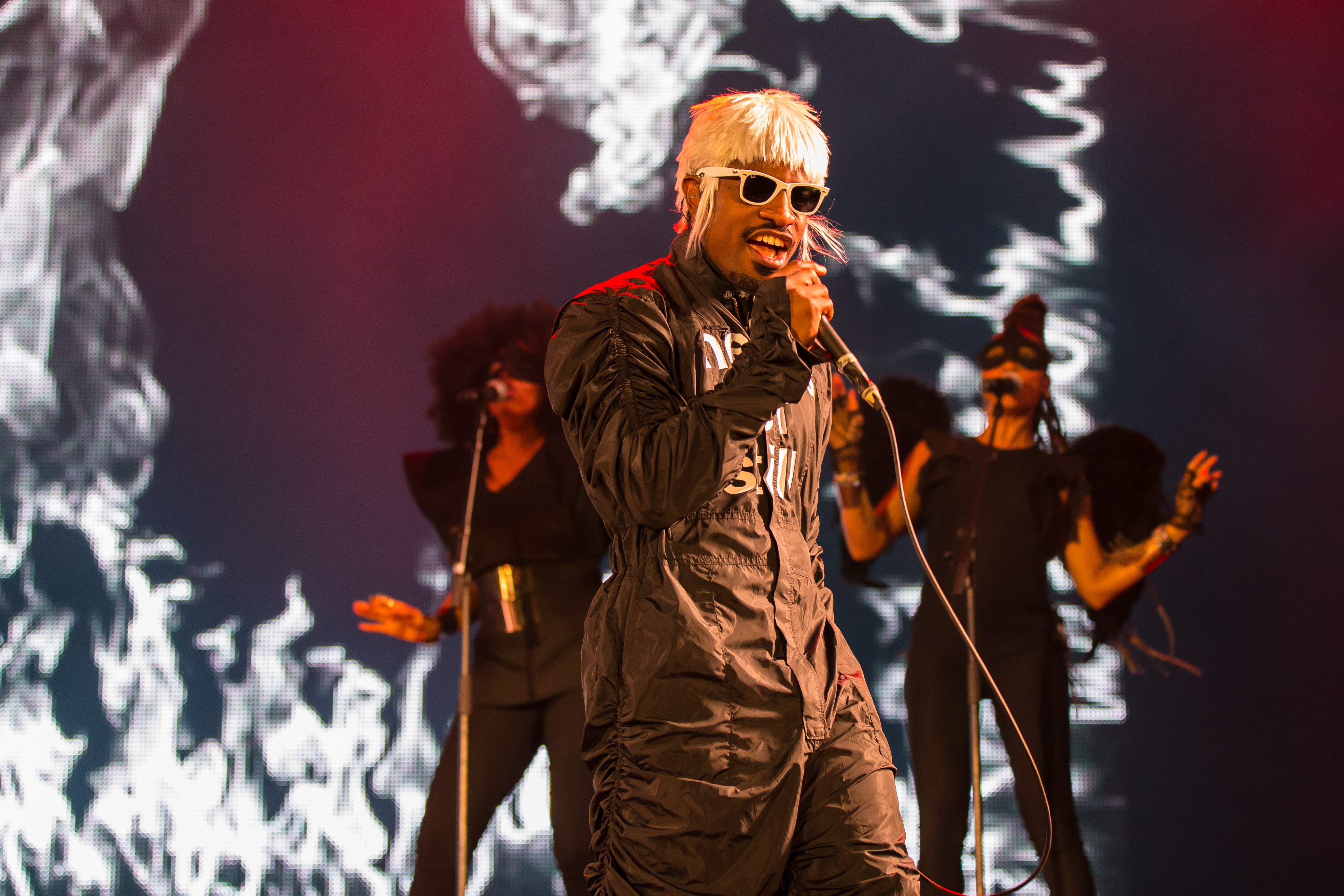
ライブでのAndre 3000（2014年）

グラミー賞受賞歴を持つ人気ヒップホップデュオ、アウトキャストの一員である。しかし、現在は活動休止中のため、ソロ活動を中心に行っており、ミュージシャンとしてよりも、主に俳優方面での活躍が中心となっている。
これまでに10作近い映画に出演しており、代表作は2008年公開の『俺たちダンクシューター』等。また、カートゥーン・ネットワーク制作のアニメーション『クラス・オブ・ミュージック!』では制作を務めており、主役のサニーの声も彼が担当している。出演作のクレジット表記では『アンドレ・ベンジャミン』と記載される事がある。
2008年に『ベンジャミンビクスビー』（英：Benjamin Bixby）というファッションブランドを立ち上げている。
過去に歌手のエリカ・バドゥと交際していた事があり、彼女との間に息子が一人いる。

## 略歴
高校時代にビッグ・ボーイと共に、アウトキャストを結成。
2006年11月、彼が制作を行った『クラス・オブ・ミュージック!』の放映がスタートされた。

## 芸術性
アンドレが若い頃に影響を受けたヒップホップアーティストはラキムで、彼の影響でティーンエイジャーの頃に学校のタレントショーでラップを披露するようになった。また、彼はア・トライブ・コールド・クエストからも大きな影響を受けており、そのグループのメンバーであるQティップを「俺やカニエ、ファレルみんなの父親のような存在だ」と語っている。
『How to Rap』という本の中で、複数のラッパーがアンドレのラップ技術を称賛している。ケイオスは彼の緻密な作詞プロセスとフローを評価し、Onyxのフレドロ・スターは「どのレコードでも予測できずにフローを変える能力」を称賛した。また、デヴィッド・バナーは、南部特有の訛りがあるにも関わらず、アンドレは「史上最高のリリシストの一人」だと述べている。
アウトキャストのアルバム『Speakerboxxx/The Love Below』のリリース時には、『ビルボード』誌はアンドレを「風変わりなエモ・クルーナーであり、同時にヒップホップ界のエリートの一人であることを証明した」と評した。

## ディスコグラフィー
- New Blue Sun (2023年)
- TBA (2025年)

## フィルモグラフィ
映画
- ハリウッド的殺人事件 Hollywood Homicide（2003）
- Be Cool/ビー・クール Be Cool（2005）ダブ 役
- フォー・ブラザーズ/狼たちの誓い Four Brothers（2005）ジェリー・マーサー 役
- リボルバー Revolver（2005）アヴィ 役
- アイドルワイルド Idlewild（2006）
- シャーロットのおくりもの Charlotte's Web（2006）声の出演 カラスのエルウィン 役
- バトル・イン・シアトル Battle in Seattle（2007）
- 俺たちダンクシューター Semi-Pro（2008）クラレンス・ウィザーズ 役
- JIMI:栄光への軌跡 Jimi: All Is by My Side（2013）
- ハイ・ライフ High Life（2018）チャーニー 役
- ホワイト・ノイズ White Noise（2022）

テレビシリーズ
- クラス・オブ・ミュージック! Class of 3000（2006–2008）声の出演 サニー・ブリッジズ 役
- ザ・シールド ～ルール無用の警察バッジ～ The Shield（2004、2008）ゲスト出演
- アメリカン・クライム American Crime（2016）リカーリングキャスト
- 別世界からのメッセージ Dispatches from Elsewhere（2020）メインキャスト フレドウィン 役